# 赫马
赫马，是西班牙卡斯蒂利亚-莱昂萨莫拉省的一个市镇。 总面积18平方公里，总人口258人（2001年），人口密度14人/平方公里。